# Куликов, Даниил Михайлович
Даниил Михайлович Куликов (род. 24 июня 1998, Москва) — российский футболист, полузащитник клуба «Пюник».

## Биография
Родился в Москве. Проживал в подмосковном Реутове возле стадиона «Старт». Футболом начинал заниматься в футбольной школе клуба «Приалит». Затем перешёл в академию московского «Локомотива».

#### Личная жизнь
Увлекается рыбалкой, из музыки предпочитает рэп.

## Клубная карьера

### «Локомотив» (Москва)
В марте 2016 года дебютировал в молодёжном первенстве России. В матче 19-го тура в Грозном против «Терека» (0:1) вышел на замену на 72-й минуте вместо Александра Довбни. По итогам сезона 2015/16 «железнодорожники» стали победителями молодёжного первенства.
19 июля 2017 года дебютировал в первенстве ПФЛ в составе «Казанки». В первом туре сезона 2017/18 вышел в стартовом составе на игру со «Знаменем Труда» (7:0).
В конце октября 2018 года впервые вышел в составе «Локомотива». — в игре 1/8 финала кубка России против «Енисея» (4:1). Появился на поле на 64-й минуте вместо Антона Миранчука.
13 апреля 2019 года забил свой первый гол на профессиональном уровне. На 72-й минуте игры с «Муромом» с пенальти довершил разгром соперника (5:0).
18 октября 2019 года сыграл первый матч в премьер-лиге. В гостевой встрече с «Ахматом» на 32-й минуте заменил получившего травму Луку Джорджевича.

## Карьера в сборных
В конце августа 2018 года был вызван в сборную России до 20 лет на сентябрьские товарищеские игры со сборной Хорватии, однако в обеих встречах остался на скамейке запасных. Первые игры за молодёжную команду провёл в ноябре 2020 года — сыграл против Венгрии и Словении. В марте 2021 года получил вызов в состав на Чемпионат Европы-2021.

## Достижения
«Локомотив» Москва
- Серебряный призёр чемпионата России: 2018/19
- Обладатель Кубка России: 2018/19, 2020/21
- Обладатель Суперкубка России: 2019
- Победитель молодёжного первенства России: 2015/16

«Динамо» Минск
- Чемпион Белоруссии: 2024